# Stoda libudum
Stoda libudum is een spinnensoort in de taxonomische indeling van de kogelspinnen (Theridiidae).
Het dier behoort tot het geslacht Stoda. De wetenschappelijke naam van de soort werd voor het eerst geldig gepubliceerd in 1978 door Michael J. Roberts.